# The Fur.
The Fur.是在臺灣高雄市所組成的Dream pop樂團，使用英語創作歌曲，現樂團由主唱柚子（Savanna）、吉他手中凌（Zero）所組成。樂團於2016年末開始活動，歌曲主要以鼓機、合成器、電吉他，以及人聲為元素，於2018年9月與空氣腦唱片發行首張專輯《Town》，於2020年由高速精神工作室發行第二張專輯《Serene Reminder》。

## 經歷
- 2016年8月，前期由柚子、中凌、唯任三人成團。
- 2016年9月，入選搖滾台中《出發[2]》合輯，收錄單曲〈Final Defense〉。
- 2018年5月，發表歐洲巡迴限量實體EP 《On the Wave》。
- 2018年9月，發行首張專輯《Town》。
- 2018年11月，合成器手 溫溫（Wen wen）離開樂團。
- 2020年12月，貝斯手唯任離團。[3]
- 2021年5月24號，休團。

## 作品
- 《On the Wave》(2018.05) 歐洲巡迴限量實體EP
- 《Town》(2018.9) 首張專輯
- 《Best Comedy》(2019.8) 單曲
- 《Serene Reminder》(2020.12) 第二張專輯

## 獎項紀錄
| 年份   | 典禮                     | 獎項               | 專輯名稱                       | 結果 |
| ------ | ------------------------ | ------------------ | ------------------------------ | ---- |
| 2019年 | 第30屆金曲獎             | 最佳新人獎         | 《Town》                       | 提名 |
| 2019年 | 第10屆金音創作獎         | 最佳新人獎         | 《Town》                       | 提名 |
| 2019年 | 第10屆金音創作獎         | 最佳另類流行單曲獎 | 〈Short Stay〉/《Town》        | 提名 |
| 2019年 | 第12屆 Freshmusic Awards | 最佳新團體         | 《Town》                       | 提名 |
| 2021年 | 第12屆金音創作獎         | 最佳另類流行專輯獎 | 《Serene Reminder 沉靜的提醒》 | 提名 |
| 2021年 | 第14屆 Freshmusic Awards | 最佳創作/演唱組合  | 《Serene Reminder 沉靜的提醒》 | 獲獎 |

## 外部連結
- The Fur.（页面存档备份，存于） 的Facebook專頁
- The Fur.（页面存档备份，存于） 的Instagram帳戶
- The Fur.（页面存档备份，存于）的YouTube帳戶
- The Fur.（页面存档备份，存于）的BandCamp帳戶
- The Fur.（页面存档备份，存于）的Spotify帳戶